# Стулли, Степан Иванович
Степан Иванович Стулли (? — после 1825) — капитан-командор российского флота, участник Русско-Турецких войн, командир фрегата «Воин» (1809—1810), и линейного корабля «Анапа» (1810—1816). Командир 43-го флотского экипажа (1817—1825). Кавалер ордена Святого Георгия 4 класса (1809).

## Биография
Рагузинец по происхождению.
В октябре 1787 года поступил на русскую службу в чине мичмана, служил на Черноморском флоте.
Отличился в ходе Русско-турецкой войны 1787—1791. На фрегате «Перун» успешно сражался в битве с турецким флотом при Фидониси (1788), в сражении в Керченском проливе (1790) участвовал на линейном корабле «Св. Андрей», в сражении при Калиакрии (1791) — на фрегате «Святой Иероним».
В 1792—1801 командовал бригантинами и другими мелкими парусными судами на Чёрном море (Николаев).
В кампанию 1798 года командовал габарой «Валериан» в плаваниях по Чёрному морю.
Мичман (1787), лейтенант флота (январь 1789), капитан-лейтенант (1804), капитан 2-го ранга (1810), капитан 1-го ранга (декабрь 1816).
В 1806 командовал транспортом «Лиман». В 1807—1808 был в крейсерстве с флотом в Чёрном море. В 1809 командовал на ЧФ фрегатом «Воин», в 1810—1816 — линейным кораблем «Анапа», участник ряда морских кампаний на Чёрном море в ходе войны с Турцией (1806—1812).
Блестяще проявил себя в морском бою у Пендераклии (24 июля 1811), где вместе с капитаном 1-го ранга М. Т. Быченским в жаркой схватке захватил турецкие фрегат и корвет, за что был отмечен Монаршим благоволением.
За успешные крейсерские операции против турок был награждён орденами Св. Анны 2-й степени (1809) и Св. Владимира 4-й степени (1809), Св. Георгия 4 класса (№ 2135; 26 ноября 1809).
Был уволен со службы 11 января 1825 года с должности командира 43-го флотского экипажа (1817—1825), умер в Севастополе.